# Jean Pessonneaux
Pour les articles homonymes, voir Pessonneaux.
Jean Pessonneaux, né le 10 janvier 1919 à Montbéliard (Doubs), ville où il est mort le 6 juin 1996, est un footballeur français. Il a évolué au poste de défenseur.

## Biographie
Il évolue de 1938 à 1949 au FC Sochaux-Montbéliard en première division du championnat de France de football (sauf en 1946-1947, en D2). 
Comme les autres joueurs professionnels du club sochalien, il porte les couleurs de l'équipe fédérale Nancy-Lorraine en 1943-1944, équipe avec laquelle il remporte la Coupe de France de football 1943-1944.

## Carrière de joueur
- 1938-1949 :  FC Sochaux-Montbéliard
  - 1943-1944 :  Équipe fédérale Nancy-Lorraine

## Palmarès
- Vainqueur de la Coupe de France 1944 avec l'équipe fédérale Nancy-Lorraine
- Champion de France de D2 en 1947 avec le FC Sochaux